# Bactrocera unipunctata
Bactrocera unipunctata är en tvåvingeart som först beskrevs av Malloch 1939.  Bactrocera unipunctata ingår i släktet Bactrocera och familjen borrflugor. Inga underarter finns listade.